# Base di dati spaziale
Una base di dati spaziale (anche nota banca dati spaziale o database spaziale; in sigla: SDB) è una base di dati ottimizzata per archiviare e interrogare dati correlati ad oggetti nello spazio, tra cui, punti, linee e poligoni.
Nelle basi di dati spaziali sono integrate quindi delle funzionalità aggiuntive per processare tipi di dati spaziali.
L'Open Geospatial Consortium (Consorzio geospaziale aperto)  ha creato le specifiche Simple Features che stabiliscono degli standard per l'aggiunta di funzionalità spaziali alle banche dati.

## Basi di dati spaziali
- Tutti i prodotti che seguono le specifiche OpenGIS[1]
- Le banche dati spaziali Open source e le API[2]
- Boeing's Spatial Query Server (Sito ufficiale Archiviato il 7 luglio 2012 in Archive.is.) che abilita Sybase ASE.
- Smallworld VMDS, GE Smallworld GIS database nativo
- Spatialite estende Sqlite con tipi di dati, funzioni, e utilità spaziali.
- IBM DB2 Spatial Extender può essere usato per abilitare qualsiasi versione di DB2, inclusa quella gratuita DB2 Express-C, con il supporto ai tipi spaziali
- Oracle Spatial
- Microsoft SQL Server dal 2008 supporta i tipi spaziali
- PostgreSQL DBMS (database management system) usa l'estensione spaziale PostGIS per implementare il tipo di dato standardizzato geometry e le sue funzioni corrispondenti.
- MySQL DBMS implementa il tipo di dato geometry con in più altre funzioni spaziali che non sono state implementate secondo le specifiche OpenGIS. Da MySQL 5.0.16, InnoDB, NDB, BDB, e ARCHIVE supportato caratteristiche spaziali.
- Neo4j – Base di dati a grafo capace di costruire indici 1D e 2D come Btree, Quadtree e Hilbert curve direttamente nel grafo.
- AllegroGraph – una base di dati a grafo che fornisce un meccanismo per un'efficiente archiviazione e recupero di coordinate geospaziali a 2 dimensioni con dati Resource Description Framework.  Include anche una sintassi estessa per le interrogazioni SPARQL